# Liste des monuments historiques du Pas-de-Calais (A-H)
Cet article recense une partie des monuments historiques du Pas-de-Calais, en France.
Pour des raisons de taille, la liste est découpée en deux. Cette partie regroupe les communes débutant de A à H. Pour les autres, voir la liste des monuments historiques du Pas-de-Calais (I-Z).
Du fait du nombre de protections dans certaines communes, elles disposent d'une liste à part :
- Pour les monuments historiques de la commune d'Aire-sur-la-Lys, voir la liste des monuments historiques d'Aire-sur-la-Lys.
- Pour les monuments historiques de la commune d'Arras, voir la liste des monuments historiques d'Arras.

## Liste

### A
| Monument                                          | Commune                     | Adresse                                                | Coordonnées                                            | Notice                                                 | Protection                                             | Date                                                   | Illustration                                           |
| ------------------------------------------------- | --------------------------- | ------------------------------------------------------ | ------------------------------------------------------ | ------------------------------------------------------ | ------------------------------------------------------ | ------------------------------------------------------ | ------------------------------------------------------ |
| Église Saint-Nazaire d'Ablain-Saint-Nazaire       | Ablain-Saint-Nazaire        |                                                        | 50° 23′ 36″ nord, 2° 43′ 15″ est                       | « PA00107931 »                                         | Classé                                                 | 1908                                                   | Église Saint-Nazaire d'Ablain-Saint-Nazaire            |
| Citadelle d'Arras                                 | Arras (également sur Arras) |                                                        | 50° 16′ 58″ nord, 2° 45′ 34″ est                       | « PA00107966 »                                         | Classé                                                 | 2012                                                   | Citadelle d'Arras                                      |
| Église Saint-Martin d'Agnez-lès-Duisans           | Agnez-lès-Duisans           |                                                        | 50° 18′ 26″ nord, 2° 39′ 32″ est                       | « PA00107932 »                                         | Classé                                                 | 1921                                                   | Église Saint-Martin d'Agnez-lès-Duisans                |
|                                                   | Aire-sur-la-Lys             | Voir Liste des monuments historiques d'Aire-sur-la-Lys | Voir Liste des monuments historiques d'Aire-sur-la-Lys | Voir Liste des monuments historiques d'Aire-sur-la-Lys | Voir Liste des monuments historiques d'Aire-sur-la-Lys | Voir Liste des monuments historiques d'Aire-sur-la-Lys | Voir Liste des monuments historiques d'Aire-sur-la-Lys |
| Château d'Airon-Saint-Vaast                       | Airon-Saint-Vaast           | Rue du Château                                         | 50° 25′ 59″ nord, 1° 40′ 18″ est                       | « PA00107951 »                                         | Inscrit                                                | 1984                                                   | Image manquante Téléverser                             |
| Église Saint-Germain d'Aix-Noulette               | Aix-Noulette                |                                                        | 50° 25′ 37″ nord, 2° 42′ 41″ est                       | « PA00107952 »                                         | Classé                                                 | 1920                                                   | Église Saint-Germain d'Aix-Noulette                    |
| Motte féodale d'Aix-Noulette                      | Aix-Noulette                | Le Village                                             | 50° 25′ 35″ nord, 2° 42′ 14″ est                       | « PA00107953 »                                         | Inscrit                                                | 1980                                                   | Image manquante Téléverser                             |
| Église Saint-Laurent d'Alette                     | Alette                      |                                                        | 50° 31′ 01″ nord, 1° 49′ 36″ est                       | « PA00107954 »                                         | Inscrit                                                | 1926                                                   | Église Saint-Laurent d'Alette                          |
| Fort Mahon                                        | Ambleteuse                  |                                                        | 50° 48′ 19″ nord, 1° 36′ 02″ est                       | « PA00107955 »                                         | Classé                                                 | 1965                                                   | Fort Mahon                                             |
| Villa Robinson                                    | Ambleteuse                  | 47 rue de l'Écluse                                     | 50° 48′ 15″ nord, 1° 36′ 47″ est                       | « PA62000039 »                                         | Inscrit                                                | 2001                                                   | Villa Robinson                                         |
| Château de Tramecourt                             | Ambricourt                  |                                                        | 50° 27′ 44″ nord, 2° 09′ 11″ est                       | « PA62000053 »                                         | Inscrit                                                | 2003                                                   | Château de Tramecourt                                  |
| Église Saint-Pierre d'Ames                        | Ames                        |                                                        | 50° 32′ 30″ nord, 2° 24′ 50″ est                       | « PA00107956 »                                         | Classé                                                 | 1984                                                   | Église Saint-Pierre d'Ames                             |
| Le Camus-Haut                                     | Annay                       | 56 à 63 route départementale 917                       | 50° 27′ 37″ nord, 2° 53′ 32″ est                       | « PA62000168 »                                         | Inscrit                                                | 2023                                                   | Le Camus-Haut                                          |
| Église Saint-Léger d'Anvin                        | Anvin                       |                                                        | 50° 26′ 43″ nord, 2° 15′ 28″ est                       | « PA00107957 »                                         | Inscrit                                                | 1926                                                   | Église Saint-Léger d'Anvin                             |
| Bastion Condette                                  | Ardres                      | Les Tilleuls                                           | 50° 51′ 15″ nord, 1° 58′ 48″ est                       | « PA00135491 »                                         | Classé                                                 | 2003                                                   | Bastion Condette                                       |
| Chapelle des Carmes d'Ardres                      | Ardres                      |                                                        | 50° 51′ 14″ nord, 1° 58′ 39″ est                       | « PA00107958 »                                         | Inscrit                                                | 1974                                                   | Chapelle des Carmes d'Ardres                           |
| Église Notre-Dame-de-Grâces d'Ardres              | Ardres                      |                                                        | 50° 51′ 13″ nord, 1° 58′ 35″ est                       | « PA00107959 »                                         | Inscrit                                                | 1974                                                   | Église Notre-Dame-de-Grâces d'Ardres                   |
| Silos à blé Les Poires                            | Ardres                      | 5 esplanade du Maréchal-Leclerc                        | 50° 51′ 11″ nord, 1° 58′ 43″ est                       | « PA62000054 »                                         | Classé                                                 | 2003                                                   | Image manquante Téléverser                             |
| Ascenseur à bateaux des Fontinettes               | Arques                      | Rue de l'Ascenseur à Bateaux                           | 50° 43′ 54″ nord, 2° 18′ 13″ est                       | « PA62000143 » « IA62000847 »                          | Classé                                                 | 2014                                                   | Ascenseur à bateaux des Fontinettes                    |
|                                                   | Arras                       | Voir Liste des monuments historiques d'Arras           | Voir Liste des monuments historiques d'Arras           | Voir Liste des monuments historiques d'Arras           | Voir Liste des monuments historiques d'Arras           | Voir Liste des monuments historiques d'Arras           | Voir Liste des monuments historiques d'Arras           |
| Ferme de l'Abbiette                               | Attin                       |                                                        | 50° 29′ 17″ nord, 1° 44′ 43″ est                       | « PA00108464 »                                         | Inscrit                                                | 1991                                                   | Ferme de l'Abbiette                                    |
| Église Saint-Vaast de Saint-Vaast                 | Aubin-Saint-Vaast           | Saint-Vaast                                            | 50° 23′ 56″ nord, 1° 58′ 46″ est                       | « PA00108181 »                                         | Inscrit                                                | 1926                                                   | Église Saint-Vaast de Saint-Vaast                      |
| Goutte de lait des mines de Marles                | Auchel                      | Avenue du Général-de-Gaulle                            | 50° 30′ 08″ nord, 2° 28′ 32″ est                       | « PA62000075 »                                         | Inscrit                                                | 2009                                                   | Goutte de lait des mines de Marles                     |
| Monument aux morts de la Première Guerre mondiale | Auchel                      | Rue Jean-Jaurès                                        | 50° 30′ 28″ nord, 2° 28′ 33″ est                       | « PA62000076 »                                         | Inscrit                                                | 2009                                                   | Monument aux morts de la Première Guerre mondiale      |
| Église Saint-Georges d'Auchy-lès-Hesdin           | Auchy-lès-Hesdin            |                                                        | 50° 23′ 57″ nord, 2° 06′ 11″ est                       | « PA00108182 »                                         | Inscrit                                                | 1926                                                   | Église Saint-Georges d'Auchy-lès-Hesdin                |
| Station de pompage de V1                          | Audincthun                  | D 133                                                  | 50° 35′ 04″ nord, 2° 07′ 49″ est                       | « PA62000133 »                                         | Inscrit                                                | 2012                                                   | Image manquante Téléverser                             |
| Église Saint-Pierre d'Audinghen                   | Audinghen                   | Rue Principale                                         | 50° 51′ 08″ nord, 1° 36′ 44″ est                       | « PA62000064 »                                         | Inscrit                                                | 2006                                                   | Église Saint-Pierre d'Audinghen                        |
| Fort du Gris-Nez                                  | Audinghen                   |                                                        | 50° 52′ 16″ nord, 1° 35′ 13″ est                       | « PA00108183 »                                         | Inscrit                                                | 1988                                                   | Fort du Gris-Nez                                       |
| Phare du Gris-Nez                                 | Audinghen                   | R.D. 191                                               | 50° 52′ 05″ nord, 1° 34′ 57″ est                       | « PA62000110 »                                         | Inscrit                                                | 2010                                                   | Phare du Gris-Nez                                      |
| Église Saint-Martin d'Auxi-le-Château             | Auxi-le-Château             |                                                        | 50° 13′ 56″ nord, 2° 07′ 12″ est                       | « PA00108184 »                                         | Classé                                                 | 1910                                                   | Église Saint-Martin d'Auxi-le-Château                  |
| Église Saint-Léger d'Averdoingt                   | Averdoingt                  |                                                        | 50° 20′ 50″ nord, 2° 26′ 24″ est                       | « PA00108185 »                                         | Inscrit                                                | 1926                                                   | Église Saint-Léger d'Averdoingt                        |
| Cimetière de l'église d'Avesnes-le-Comte          | Avesnes-le-Comte            | Autour de l'église Saint-Nicolas                       | 50° 16′ 35″ nord, 2° 31′ 35″ est                       | « PA00108187 »                                         | Classé                                                 | 1937                                                   | Image manquante Téléverser                             |
| Église Saint-Nicolas d'Avesnes-le-Comte           | Avesnes-le-Comte            |                                                        | 50° 16′ 36″ nord, 2° 31′ 35″ est                       | « PA00108186 »                                         | Classé                                                 | 1910                                                   | Église Saint-Nicolas d'Avesnes-le-Comte                |

### B
| Monument | Commune                   | Adresse | Coordonnées                      | Notice         | Protection     | Date        | Illustration |
| --- | ------------------------- | --- | -------------------------------- | -------------- | -------------- | ----------- | --- |
| Donjon et motte de Bailleulmont                                                                                         | Bailleulmont              | Le Village | 50° 13′ 00″ nord, 2° 36′ 41″ est | « PA00108189 » | Inscrit        | 1947        | Donjon et motte de Bailleulmont                                                                                        |
| Église Saint-Omer de Bailleul-lès-Pernes                                                                                | Bailleul-lès-Pernes       | C.G.C. 90 de Pernes à Auchy-au-Bois                                                                                                   | 50° 30′ 22″ nord, 2° 23′ 24″ est | « PA00108188 » | Inscrit        | 1926        | Église Saint-Omer de Bailleul-lès-Pernes                                                                               |
| Château d'Ordre | Baincthun                 | Macquinghem | 50° 42′ 53″ nord, 1° 41′ 54″ est | « PA00108190 » | Inscrit        | 1987        | Image manquante Téléverser                                                                                             |
| Fosse n° 7 - 7 bis des mines de Nœux (fosse Bonnel) fosse 7 : bâtiment des pendus, bains-douches, ateliers              | Barlin                    | Avenue de la Fosse-7 | 50° 27′ 04″ nord, 2° 35′ 37″ est | « PA62000111 » | Inscrit        | 2010        | Fosse n° 7 - 7 bis des mines de Nœux (fosse Bonnel)fosse 7 : bâtiment des pendus, bains-douches, ateliers              |
| Château de Varlemont | Barly                     | Le Village | 50° 14′ 59″ nord, 2° 33′ 04″ est | « PA00108192 » | Classé         | 1971        | Château de Varlemont                                                                                                   |
| Église Saint-Léger de Barly                                                                                             | Barly                     | | 50° 14′ 59″ nord, 2° 32′ 56″ est | « PA00108191 » | Inscrit        | 1984        | Image manquante Téléverser                                                                                             |
| Église Notre-Dame de Basseux                                                                                            | Basseux                   | | 50° 13′ 33″ nord, 2° 38′ 40″ est | « PA00108193 » | Inscrit        | 1926        | Église Notre-Dame de Basseux                                                                                           |
| Chapelle Notre-Dame-de-Lourdes de Bavincourt                                                                            | Bavincourt                | R.D. 23 | 50° 12′ 47″ nord, 2° 32′ 38″ est | « PA62000032 » | Inscrit        | 1999        | Image manquante Téléverser                                                                                             |
| Motte féodale de Bayenghem-lès-Éperlecques                                                                              | Bayenghem-lès-Éperlecques | Hameau de Monnecove | 50° 48′ 23″ nord, 2° 06′ 41″ est | « PA00108194 » | Inscrit        | 1984        | Image manquante Téléverser                                                                                             |
| Motte féodale de Beaufort-Blavincourt                                                                                   | Beaufort-Blavincourt      | Le Village | 50° 16′ 39″ nord, 2° 28′ 30″ est | « PA00108195 » | Inscrit        | 1982        | Image manquante Téléverser                                                                                             |
| Château de Beauvoir-Wavans                                                                                              | Beauvoir-Wavans           | 5 rue Marcel Lemoine | 50° 13′ 00″ nord, 2° 10′ 31″ est | « PA62000153 » | Inscrit        | 2016        | Château de Beauvoir-Wavans                                                                                             |
| Château La Villeneuve                                                                                                   | Bellebrune                | | 50° 43′ 42″ nord, 1° 46′ 04″ est | « PA00108196 » | Inscrit        | 1988        | Image manquante Téléverser                                                                                             |
| Fosse n° 13 bis des mines de Lens (fosse Félix Bollaert) chevalement                                                    | Bénifontaine              | Chemin du Pont d'Avison | 50° 28′ 43″ nord, 2° 49′ 17″ est | « PA62000077 » | Inscrit        | 2009        | Fosse n° 13 bis des mines de Lens (fosse Félix Bollaert)chevalement                                                    |
| Église Notre-Dame-des-Sables de Berck                                                                                   | Berck                     | Place de l'Église | 50° 24′ 15″ nord, 1° 33′ 55″ est | « PA00125635 » | Inscrit        | 1993        | Église Notre-Dame-des-Sables de Berck                                                                                  |
| Église Saint-Jean-Baptiste de Berck                                                                                     | Berck                     | | 50° 24′ 41″ nord, 1° 35′ 25″ est | « PA00108197 » | Inscrit        | 1926        | Église Saint-Jean-Baptiste de Berck                                                                                    |
| Hôpital Cazin-Perrochaud                                                                                                | Berck                     | Rue du Grand-Hôtel | 50° 24′ 47″ nord, 1° 33′ 48″ est | « PA00108198 » | Inscrit        | 2010        | Hôpital Cazin-Perrochaud                                                                                               |
| Phare de Berck | Berck                     | Avenue du Phare | 50° 23′ 54″ nord, 1° 33′ 39″ est | « PA62000112 » | Inscrit        | 2010        | Phare de Berck |
| Château du Cauroy | Berlencourt-le-Cauroy     | Le Cauroy | 50° 16′ 09″ nord, 2° 25′ 49″ est | « PA62000070 » | Inscrit        | 2007        | Image manquante Téléverser                                                                                             |
| Château de Berles-Monchel                                                                                               | Berles-Monchel            | Rue Principale | 50° 20′ 27″ nord, 2° 33′ 53″ est | « PA62000154 » | Inscrit        | 2016        | Château de Berles-Monchel                                                                                              |
| Église Sainte-Élisabeth de Béthonsart                                                                                   | Béthonsart                | | 50° 22′ 26″ nord, 2° 33′ 05″ est | « PA00108199 » | Classé         | 1930        | Église Sainte-Élisabeth de Béthonsart                                                                                  |
| Bastion Saint-Pry | Béthune                   | | 50° 31′ 43″ nord, 2° 38′ 06″ est | « PA00125636 » | Inscrit        | 1993        | Bastion Saint-Pry |
| Beffroi de Béthune | Béthune                   | | 50° 31′ 52″ nord, 2° 38′ 21″ est | « PA00108200 » | Classé         | 1862        | Beffroi de Béthune |
| Caserne Chambors | Béthune                   | Rue Fernand-Bar | 50° 32′ 00″ nord, 2° 38′ 08″ est | « PA00108201 » | Inscrit        | 1984        | Caserne Chambors |
| Église des Récollets de Béthune                                                                                         | Béthune                   | 7 rue Delisse-Engrand | 50° 31′ 44″ nord, 2° 38′ 18″ est | « PA00108202 » | Inscrit        | 1973        | Église des Récollets de Béthune                                                                                        |
| Église Saint-Vaast de Béthune                                                                                           | Béthune                   | Place Saint-Vaast | 50° 31′ 56″ nord, 2° 38′ 18″ est | « PA00108202 » | Inscrit        | 9 août 2018 | Église Saint-Vaast de Béthune                                                                                          |
| Hôtel de Beaulaincourt                                                                                                  | Béthune                   | 6 rue du Tribunal Rue Sadi-Carnot | 50° 32′ 00″ nord, 2° 38′ 18″ est | « PA00108203 » | Inscrit Classé | 1947 1974   | Hôtel de Beaulaincourt                                                                                                 |
| Hôtel de ville de Béthune                                                                                               | Béthune                   | Grand'Place Place du Quatre-Septembre Place du Beffroi                                                                                | 50° 31′ 54″ nord, 2° 38′ 16″ est | « PA62000040 » | Classé         | 2001        | Hôtel de ville de Béthune                                                                                              |
| Immeuble | Béthune                   | 24 place du Beffroi Rue Grosse-Tête                                                                                                   | 50° 31′ 50″ nord, 2° 38′ 21″ est | « PA62000047 » | Inscrit        | 2001        | Immeuble |
| Immeubles | Béthune                   | 8-10 place du Beffroi | 50° 31′ 50″ nord, 2° 38′ 20″ est | « PA62000043 » | Inscrit        | 2001        | Immeubles |
| Jardin public de Béthune                                                                                                | Béthune                   | | 50° 31′ 44″ nord, 2° 37′ 52″ est | « PA00108204 » | Inscrit        | 1975        | Jardin public de Béthune                                                                                               |
| Librairie Fournier | Béthune                   | 34 rue Grosse-Tête 2, 4 rue des Treilles                                                                                              | 50° 31′ 48″ nord, 2° 38′ 20″ est | « PA62000041 » | Inscrit        | 2001        | Librairie Fournier |
| Maison | Béthune                   | 21 rue de la Délivrance | 50° 31′ 55″ nord, 2° 38′ 09″ est | « PA00108205 » | Inscrit        | 1986        | Maison |
| Monument aux morts de Béthune                                                                                           | Béthune                   | Place du Soixante-treizième | 50° 31′ 54″ nord, 2° 38′ 14″ est | « PA62000158 » | Inscrit        | 9 août 2018 | Monument aux morts de Béthune                                                                                          |
| Palais de justice de Béthune                                                                                            | Béthune                   | 161 place Lamartine | 50° 32′ 06″ nord, 2° 38′ 13″ est | « PA62000159 » | Inscrit        | 9 août 2018 | Palais de justice de Béthune                                                                                           |
| Tour Saint-Ignace | Béthune                   | 2 rue du Président-Herriot | 50° 31′ 48″ nord, 2° 38′ 29″ est | « PA00108206 » | Inscrit        | 1969        | Tour Saint-Ignace |
| Église Saint-Martin de Beuvry                                                                                           | Beuvry                    | | 50° 31′ 21″ nord, 2° 40′ 49″ est | « PA00108207 » | Classé         | 1920        | Église Saint-Martin de Beuvry                                                                                          |
| Ferme de la Belleforière                                                                                                | Beuvry                    | La Belle Fourrière 1 rue Jules-Weppe                                                                                                  | 50° 31′ 21″ nord, 2° 41′ 07″ est | « PA62000071 » | Inscrit        | 2007        | Ferme de la Belleforière                                                                                               |
| Manoir de l'Estrasselle                                                                                                 | Beuvry                    | | 50° 31′ 37″ nord, 2° 41′ 28″ est | « PA00108208 » | Inscrit        | 1966        | Manoir de l'Estrasselle                                                                                                |
| Moulin de Beuvry | Beuvry                    | Le Ballon Route Nationale | 50° 30′ 39″ nord, 2° 40′ 57″ est | « PA00108209 » | Inscrit        | 1987        | Moulin de Beuvry |
| Fosse n° 5 des mines de Meurchin                                                                                        | Billy-Berclau             | 10 rue de la Fosse 5 | 50° 30′ 34″ nord, 2° 51′ 02″ est | « PA62000125 » | Inscrit        | 2011        | Fosse n° 5 des mines de Meurchin                                                                                       |
| Abbaye Sainte-Colombe de Blendecques                                                                                    | Blendecques               | Rue Jehan-de-Terline Rue du Chat-Brûlé Rue Léon-Jouhaux                                                                               | 50° 43′ 04″ nord, 2° 17′ 00″ est | « PA00108461 » | Inscrit        | 1991        | Abbaye Sainte-Colombe de Blendecques                                                                                   |
| Château du Westhove | Blendecques               | Rue Jean-Jaurès | 50° 43′ 01″ nord, 2° 16′ 17″ est | « PA62000126 » | Inscrit        | 2011        | Château du Westhove |
| Château de Bomy | Bomy                      | | 50° 34′ 28″ nord, 2° 14′ 16″ est | « PA00108210 » | Classé Inscrit | 1980        | Château de Bomy |
| Abbaye Saint-Wilmer de Boulogne-sur-Mer                                                                                 | Boulogne-sur-Mer          | 1, 3 rue d'Aumont 8, 8bis, 10, 12 place Godefroy-de-Bouillon 3, 4, 6 rue Henry 2 rue de Lille 1, 7, 9, 11, 13 rue de l'Oratoire       | 50° 43′ 29″ nord, 1° 36′ 50″ est | « PA00108211 » | Inscrit        | 1944        | Abbaye Saint-Wilmer de Boulogne-sur-Mer                                                                                |
| Basilique Notre-Dame-de-l'Immaculée-Conception de Boulogne-sur-Mer                                                      | Boulogne-sur-Mer          | 2, parvis Notre-Dame | 50° 43′ 34″ nord, 1° 36′ 54″ est | « PA00108227 » | Classé         | 1982        | Basilique Notre-Dame-de-l'Immaculée-Conception de Boulogne-sur-Mer                                                     |
| Beffroi de Boulogne-sur-Mer                                                                                             | Boulogne-sur-Mer          | Place Godefroy-de-Bouillon | 50° 43′ 30″ nord, 1° 36′ 47″ est | « PA00108226 » | Inscrit        | 1926        | Beffroi de Boulogne-sur-Mer                                                                                            |
| Chapelle du Saint-Sang                                                                                                  | Boulogne-sur-Mer          | 55 avenue John-Kennedy | 50° 42′ 47″ nord, 1° 36′ 51″ est | « PA00108458 » | Inscrit        | 1990        | Chapelle du Saint-Sang                                                                                                 |
| Château d'Aumont | Boulogne-sur-Mer          | Rue de Bernet | 50° 43′ 32″ nord, 1° 37′ 02″ est | « PA00108228 » | Inscrit Classé | 1926 1977   | Château d'Aumont |
| Église Saint-Nicolas de Boulogne-sur-Mer                                                                                | Boulogne-sur-Mer          | Place Dalton | 50° 43′ 24″ nord, 1° 36′ 26″ est | « PA00108229 » | Inscrit        | 1926        | Église Saint-Nicolas de Boulogne-sur-Mer                                                                               |
| Église Saint-Vincent-de-Paul de Boulogne-sur-Mer                                                                        | Boulogne-sur-Mer          | Place d'Estienne d'Orves | 50° 42′ 50″ nord, 1° 35′ 40″ est | « PA62000148 » | Inscrit        | 2015        | Église Saint-Vincent-de-Paul de Boulogne-sur-Mer                                                                       |
| Fontaine de Boulogne-sur-Mer                                                                                            | Boulogne-sur-Mer          | Rue de Lille | 50° 43′ 33″ nord, 1° 36′ 55″ est | « PA00108230 » | Inscrit        | 1947        | Fontaine de Boulogne-sur-Mer                                                                                           |
| Fontaine Louis XVI et pavillon                                                                                          | Boulogne-sur-Mer          | Derrière la Porte Gayolle | 50° 43′ 25″ nord, 1° 36′ 53″ est | « PA00108231 » | Inscrit        | 1945        | Fontaine Louis XVI et pavillon                                                                                         |
| Palais impérial de Boulogne-sur-Mer                                                                                     | Boulogne-sur-Mer          | 17 rue du Puits-d'Amour Place Godefroy-de-Bouillon                                                                                    | 50° 43′ 28″ nord, 1° 36′ 47″ est | « PA00108232 » | Inscrit Classé | 1946 1984   | Palais impérial de Boulogne-sur-Mer                                                                                    |
| Maison du Croissant (Boulogne-sur-Mer)                                                                                  | Boulogne-sur-Mer          | 32 rue de Lille | 50° 43′ 31″ nord, 1° 36′ 52″ est | « PA00108233 » | Inscrit        | 1948        | Image manquante Téléverser                                                                                             |
| Porte des Degrés | Boulogne-sur-Mer          | | 50° 43′ 26″ nord, 1° 36′ 44″ est | « PA00108234 » | Classé         | 1905        | Porte des Degrés |
| Porte Gayole | Boulogne-sur-Mer          | | 50° 43′ 25″ nord, 1° 36′ 54″ est | « PA00108235 » | Classé         | 1905        | Porte Gayole |
| Porte des Dunes | Boulogne-sur-Mer          | | 50° 43′ 32″ nord, 1° 36′ 41″ est | « IA00059460 » | Classé         | 1905        | Porte des Dunes |
| Porte Neuve | Boulogne-sur-Mer          | | 50° 43′ 35″ nord, 1° 36′ 58″ est | « IA00059458 » | Classé         | 1905        | Porte Neuve |
| Donjon de Bours | Bours                     | | 50° 27′ 14″ nord, 2° 24′ 38″ est | « PA00108236 » | Classé         | 1965        | Donjon de Bours |
| Château de la Bucquière                                                                                                 | Brebières                 | | 50° 19′ 24″ nord, 3° 02′ 10″ est | « PA00108237 » | Inscrit        | 1979        | Image manquante Téléverser                                                                                             |
| Église Saint-Pierre-et-Saint-Paul de Brimeux                                                                            | Brimeux                   | | 50° 26′ 44″ nord, 1° 50′ 02″ est | « PA00108238 » | Classé         | 1985        | Église Saint-Pierre-et-Saint-Paul de Brimeux                                                                           |
| Château de La Buissière                                                                                                 | Bruay-la-Buissière        | | 50° 29′ 32″ nord, 2° 33′ 35″ est | « PA00108239 » | Inscrit        | 1965        | Château de La Buissière                                                                                                |
| Cité des Électriciens                                                                                                   | Bruay-la-Buissière        | Rue Anatole-France Rue Ampère Rue Branly Rue Coulomb Rue Edison Rue Faraday Rue Franklin Rue Gramme Rue Laplace Rue Marconi Rue Volta | 50° 28′ 56″ nord, 2° 33′ 13″ est | « PA62000078 » | Inscrit        | 2009        | Cité des Électriciens                                                                                                  |
| Église Saint-Éloi-et-Saint-Martin de La Buissière                                                                       | Bruay-la-Buissière        | 206 rue des Charitables | 50° 29′ 23″ nord, 2° 33′ 56″ est | « PA62000034 » | Inscrit        | 2000        | Église Saint-Éloi-et-Saint-Martin de La Buissière                                                                      |
| Hôtel de ville de Bruay-la-Buissière                                                                                    | Bruay-la-Buissière        | Rue du Commandant-Lherminier | 50° 28′ 56″ nord, 2° 32′ 44″ est | « PA62000007 » | Inscrit        | 2009        | Hôtel de ville de Bruay-la-Buissière                                                                                   |
| Stade-parc et école de natation de Bruay-la-Buissière                                                                   | Bruay-la-Buissière        | Rue Hulluch Rue Auguste-Caron | 50° 28′ 16″ nord, 2° 32′ 32″ est | « PA62000008 » | Inscrit        | 1997        | Stade-parc et école de natation de Bruay-la-Buissière                                                                  |
| Église Saint-Nicolas de Brunembert                                                                                      | Brunembert                | | 50° 42′ 53″ nord, 1° 53′ 40″ est | « PA00108240 » | Inscrit        | 1926        | Église Saint-Nicolas de Brunembert                                                                                     |
| Motte féodale de Buire-le-Sec                                                                                           | Buire-le-Sec              | Le Village | 50° 22′ 55″ nord, 1° 50′ 01″ est | « PA00108242 » | Inscrit        | 1982        | Image manquante Téléverser                                                                                             |
| Clinique-maternité Sainte-Barbe des mines de Béthune actuel centre de psychothérapie et psychogériatrie Les Marronniers | Bully-les-Mines           | 52 boulevard Arthur-Lamendin | 50° 27′ 36″ nord, 2° 43′ 03″ est | « PA62000079 » | Inscrit        | 2009        | Clinique-maternité Sainte-Barbe des mines de Béthuneactuel centre de psychothérapie et psychogériatrie Les Marronniers |
| Église Saint-Maclou de Bully-les-Mines                                                                                  | Bully-les-Mines           | | 50° 26′ 35″ nord, 2° 43′ 09″ est | « PA00108241 » | Inscrit        | 1984        | Église Saint-Maclou de Bully-les-Mines                                                                                 |
| Monument aux morts des Mines de Béthune                                                                                 | Bully-les-Mines           | Place de la Marne | 50° 27′ 29″ nord, 2° 43′ 20″ est | « PA62000127 » | Inscrit        | 2011        | Monument aux morts des Mines de Béthune                                                                                |
| Monument au soldat Marche                                                                                               | Bully-les-Mines           | Square Henri-Darras | 50° 26′ 49″ nord, 2° 43′ 09″ est | « PA62000113 » | Inscrit        | 2010        | Monument au soldat Marche                                                                                              |

### C
| Monument                                                | Commune                 | Adresse                                                                    | Coordonnées                      | Notice         | Protection | Date      | Illustration                                            |
| ------------------------------------------------------- | ----------------------- | -------------------------------------------------------------------------- | -------------------------------- | -------------- | ---------- | --------- | ------------------------------------------------------- |
| Bourse du travail de Calais et son marché couvert       | Calais                  | Place Crèvecœur                                                            | 50° 56′ 41″ nord, 1° 51′ 31″ est | « PA62000035 » | Inscrit    | 2000      | Bourse du travail de Calais et son marché couvert       |
| Bureau annexe de l'Automobile Club du Nord de la France | Calais                  | 74 boulevard Jacquard                                                      | 50° 57′ 01″ nord, 1° 51′ 15″ est | « PA62000036 » | Inscrit    | 2000      | Bureau annexe de l'Automobile Club du Nord de la France |
| Citadelle de Calais                                     | Calais                  | Boulevard de l'Esplanade                                                   | 50° 57′ 28″ nord, 1° 50′ 43″ est | « PA00108247 » | Inscrit    | 1939 1990 | Citadelle de Calais                                     |
| Citerne de l'église Notre-Dame de Calais                | Calais                  |                                                                            | 50° 57′ 31″ nord, 1° 51′ 09″ est | « PA00108243 » | Inscrit    | 1927      | Citerne de l'église Notre-Dame de Calais                |
| Colonne Louis XVIII                                     | Calais                  | Quai de la Colonne                                                         | 50° 57′ 39″ nord, 1° 51′ 01″ est | « PA00108244 » | Classé     | 1933      | Colonne Louis XVIII                                     |
| Crypte de Calais                                        | Calais                  |                                                                            | 50° 57′ 32″ nord, 1° 50′ 56″ est | « PA00108245 » | Inscrit    | 1951      | Image manquante Téléverser                              |
| Église Notre-Dame de Calais                             | Calais                  |                                                                            | 50° 57′ 30″ nord, 1° 51′ 11″ est | « PA00108246 » | Classé     | 1913      | Église Notre-Dame de Calais                             |
| Église Sainte-Germaine de Calais                        | Calais                  | 10 rue Montréal                                                            | 50° 55′ 59″ nord, 1° 51′ 29″ est | « PA62000164 » | Inscrit    | 2021      | Image manquante Téléverser                              |
| Fort Risban                                             | Calais                  | Boulevard Poincaré                                                         | 50° 57′ 50″ nord, 1° 50′ 51″ est | « PA00108459 » | Inscrit    | 1990      | Fort Risban                                             |
| Hôtel de ville de Calais                                | Calais                  | Place du Soldat-Inconnu Rue Paul-Bert Rue du Pont-à-Lottin Rue Jean-Jaurès | 50° 57′ 09″ nord, 1° 51′ 16″ est | « PA62000055 » | Inscrit    | 2003      | Hôtel de ville de Calais                                |
| Phare de Calais                                         | Calais                  | Boulevard des Alliés ; rue Constant-Dupont                                 | 50° 57′ 41″ nord, 1° 51′ 13″ est | « PA62000123 » | Classé     | 2011      | Phare de Calais                                         |
| Tour du Guet                                            | Calais                  |                                                                            | 50° 57′ 32″ nord, 1° 50′ 59″ est | « PA00108248 » | Classé     | 1931      | Tour du Guet                                            |
| Église Saint-Pierre de Camblain-l'Abbé                  | Camblain-l'Abbé         |                                                                            | 50° 22′ 16″ nord, 2° 38′ 03″ est | « PA00108249 » | Inscrit    | 1926      | Église Saint-Pierre de Camblain-l'Abbé                  |
| Château de Campagne-lès-Hesdin                          | Campagne-lès-Hesdin     | Rue Daniel-Ranger                                                          | 50° 24′ 02″ nord, 1° 52′ 43″ est | « PA00108250 » | Inscrit    | 1977      | Image manquante Téléverser                              |
| Château de Conteval                                     | La Capelle-lès-Boulogne | 18 route Nationale                                                         | 50° 44′ 05″ nord, 1° 42′ 06″ est | « PA62000065 » | Inscrit    | 2006      | Image manquante Téléverser                              |
| Manoir de Fermont                                       | Capelle-Fermont         |                                                                            | 50° 21′ 06″ nord, 2° 36′ 39″ est | « PA00108251 » | Inscrit    | 1980      | Manoir de Fermont                                       |
| Église Saint-Martin de Carvin                           | Carvin                  | Rue Salvador-Allende                                                       | 50° 29′ 53″ nord, 2° 57′ 36″ est | « PA00108252 » | Classé     | 1921      | Église Saint-Martin de Carvin                           |
| Hôtel de ville de Carvin                                | Carvin                  | 58 rue Haute-Saint-Maurice                                                 | 50° 29′ 29″ nord, 2° 57′ 29″ est | « PA62000080 » | Inscrit    | 2009      | Hôtel de ville de Carvin                                |
| Abbaye de Clairmarais                                   | Clairmarais             |                                                                            | 50° 46′ 08″ nord, 2° 18′ 20″ est | « PA00108253 » | Inscrit    | 1946 1987 | Abbaye de Clairmarais                                   |
| Ferme de la Cloquette                                   | Clairmarais             | Rue du Grand-Nieppe                                                        | 50° 46′ 26″ nord, 2° 23′ 00″ est | « PA00108465 » | Inscrit    | 1991      | Image manquante Téléverser                              |
| Église Saint-Gilles de Clenleu                          | Clenleu                 |                                                                            | 50° 31′ 22″ nord, 1° 52′ 14″ est | « PA00108254 » | Classé     | 1930      | Église Saint-Gilles de Clenleu                          |
| Château de Colembert                                    | Colembert               |                                                                            | 50° 44′ 48″ nord, 1° 50′ 12″ est | « PA00108255 » | Classé     | 1980      | Château de Colembert                                    |
| Église Saint-Nicolas de Colembert                       | Colembert               |                                                                            | 50° 44′ 51″ nord, 1° 50′ 21″ est | « PA00108256 » | Inscrit    | 1984      | Église Saint-Nicolas de Colembert                       |
| Ferme de La Comté                                       | La Comté                | L'Ancien Château                                                           | 50° 25′ 36″ nord, 2° 29′ 59″ est | « PA00108257 » | Inscrit    | 1948      | Image manquante Téléverser                              |
| Château du Pas d'Authie                                 | Conchil-le-Temple       | Le Pas d'Authie RD 940                                                     | 50° 21′ 02″ nord, 1° 39′ 00″ est | « PA62000066 » | Inscrit    | 2006      | Image manquante Téléverser                              |
| Manoir du Grand-Moulin                                  | Condette                | 67 rue Huret-Lagache                                                       | 50° 39′ 56″ nord, 1° 39′ 29″ est | « PA62000027 » | Inscrit    | 1998      | Image manquante Téléverser                              |
| Moulin à vent de Coquelles                              | Coquelles               | Avenue Charles de Gaulle                                                   | 50° 55′ 38″ nord, 1° 47′ 46″ est | « PA00108258 » | Inscrit    | 1977      | Moulin à vent de Coquelles                              |
| Château de Couin                                        | Couin                   | Rue Principale                                                             | 50° 08′ 07″ nord, 2° 31′ 53″ est | « PA00108259 » | Inscrit    | 1965      | Château de Couin                                        |
| Église Saint-Piat de Courrières                         | Courrières              |                                                                            | 50° 27′ 25″ nord, 2° 56′ 53″ est | « PA00108260 » | Classé     | 1942      | Église Saint-Piat de Courrières                         |
| Fermette de la Gaverie                                  | Courset                 | La Gaverie 52 rue des Trois-Hameaux                                        | 50° 38′ 25″ nord, 1° 51′ 13″ est | « PA62000072 » | Inscrit    | 2007      | Fermette de la Gaverie                                  |
| Église du Saint-Esprit de Crémarest                     | Crémarest               |                                                                            | 50° 41′ 56″ nord, 1° 47′ 09″ est | « PA00108261 » | Inscrit    | 1926      | Église du Saint-Esprit de Crémarest                     |
| Enceinte castrale de Créquy                             | Créquy                  | Le Village                                                                 | 50° 29′ 41″ nord, 2° 02′ 40″ est | « PA00108466 » | Inscrit    | 1991      | Image manquante Téléverser                              |

### D
| Monument                                       | Commune      | Adresse                | Coordonnées                      | Notice         | Protection | Date | Illustration                                   |
| ---------------------------------------------- | ------------ | ---------------------- | -------------------------------- | -------------- | ---------- | ---- | ---------------------------------------------- |
| Église Saint-Martin de Dannes                  | Dannes       |                        | 50° 35′ 30″ nord, 1° 36′ 57″ est | « PA00108262 » | Inscrit    | 1926 | Église Saint-Martin de Dannes                  |
| Croix de Divion                                | Divion       | R.N. 41 R.D. 341       | 50° 28′ 11″ nord, 2° 30′ 35″ est | « PA00108263 » | Inscrit    | 1988 | Croix de Divion                                |
| Manoir                                         | Doudeauville | 112-114 rue Principale | 50° 36′ 32″ nord, 1° 49′ 46″ est | « PA62000135 » | Inscrit    | 2012 | Image manquante Téléverser                     |
| Église Saint-Stanislas de la cité Bruno        | Dourges      | Rue Félix-Faure        | 50° 25′ 53″ nord, 2° 59′ 18″ est | « PA62000081 » | Inscrit    | 2009 | Église Saint-Stanislas de la cité Bruno        |
| Église de la Nativité-de-Notre-Dame de Douriez | Douriez      |                        | 50° 19′ 58″ nord, 1° 52′ 36″ est | « PA00108264 » | Classé     | 1982 | Église de la Nativité-de-Notre-Dame de Douriez |
| Château de Duisans                             | Duisans      |                        | 50° 18′ 39″ nord, 2° 40′ 40″ est | « PA00108265 » | Inscrit    | 1948 | Château de Duisans                             |

### E
| Monument                                                                                  | Commune        | Adresse                       | Coordonnées                      | Notice         | Protection | Date      | Illustration                                                                             |
| ----------------------------------------------------------------------------------------- | -------------- | ----------------------------- | -------------------------------- | -------------- | ---------- | --------- | ---------------------------------------------------------------------------------------- |
| Église Saint-Vaast d'Écuires                                                              | Écuires        | C.G.C. 139                    | 50° 26′ 42″ nord, 1° 45′ 53″ est | « PA00108266 » | Inscrit    | 1926      | Église Saint-Vaast d'Écuires                                                             |
| Blockhaus d'Éperlecques                                                                   | Éperlecques    | La Forêt                      | 50° 49′ 43″ nord, 2° 11′ 01″ est | « PA00108267 » | Inscrit    | 1986      | Blockhaus d'Éperlecques                                                                  |
| Église Saint-Martin d'Eps                                                                 | Eps            |                               | 50° 27′ 12″ nord, 2° 17′ 43″ est | « PA00108268 » | Inscrit    | 1926      | Église Saint-Martin d'Eps                                                                |
| Église Notre-Dame-de-l'Assomption d'Escœuilles                                            | Escœuilles     |                               | 50° 43′ 35″ nord, 1° 55′ 48″ est | « PA00108269 » | Inscrit    | 1926      | Église Notre-Dame-de-l'Assomption d'Escœuilles                                           |
| Église Saint-Martin d'Esquerdes                                                           | Esquerdes      |                               | 50° 42′ 19″ nord, 2° 10′ 58″ est | « PA00108270 » | Classé     | 1914      | Église Saint-Martin d'Esquerdes                                                          |
| Château de Créminil                                                                       | Estrée-Blanche |                               | 50° 35′ 31″ nord, 2° 19′ 42″ est | « PA00108271 » | Classé     | 2005      | Château de Créminil                                                                      |
| Église Saint-Vaast de Wamin                                                               | Estrée-Wamin   | Wamin                         | 50° 16′ 30″ nord, 2° 24′ 04″ est | « PA00108272 » | Inscrit    | 1946      | Église Saint-Vaast de Wamin                                                              |
| Hôtel Souquet-Marteau                                                                     | Étaples        | 38 place du Général-de-Gaulle | 50° 30′ 49″ nord, 1° 38′ 21″ est | « PA00108273 » | Inscrit    | 1984      | Hôtel Souquet-Marteau                                                                    |
| Chapelle Notre-Dame-de-Pitié d'Étrun                                                      | Étrun          |                               | 50° 18′ 58″ nord, 2° 41′ 04″ est | « PA00108274 » | Inscrit    | 1970      | Chapelle Notre-Dame-de-Pitié d'Étrun                                                     |
| Maison de campagne de Monseigneur de la Tour-d'Auvergne                                   | Étrun          |                               | 50° 18′ 51″ nord, 2° 42′ 14″ est | « PA00108275 » | Inscrit    | 1985 1993 | Image manquante Téléverser                                                               |
| Fosse n° 8 - 8 bis des mines de Dourges (fosse Émile Cornuault) chevalement de la fosse 8 | Évin-Malmaison |                               | 50° 26′ 17″ nord, 3° 01′ 17″ est | « PA62000082 » | Inscrit    | 2009      | Fosse n° 8 - 8 bis des mines de Dourges (fosse Émile Cornuault)chevalement de la fosse 8 |

### F
| Monument                               | Commune                | Adresse                                                    | Coordonnées                      | Notice         | Protection            | Date           | Illustration                           |
| -------------------------------------- | ---------------------- | ---------------------------------------------------------- | -------------------------------- | -------------- | --------------------- | -------------- | -------------------------------------- |
| Église Saint-Léger de Fauquembergues   | Fauquembergues         |                                                            | 50° 36′ 02″ nord, 2° 05′ 55″ est | « PA00108276 » | Inscrit               | 1948           | Église Saint-Léger de Fauquembergues   |
| Église Sainte-Berthe de Febvin-Palfart | Febvin-Palfart         |                                                            | 50° 32′ 19″ nord, 2° 18′ 58″ est | « PA00108277 » | Inscrit               | 1926           | Église Sainte-Berthe de Febvin-Palfart |
| Église Saint-Maurice de Ficheux        | Ficheux                | rue Hector-Bonnel                                          | 50° 13′ 32″ nord, 2° 44′ 12″ est | « PA62000160 » | Inscrit               | 9 août 2018    | Église Saint-Maurice de Ficheux        |
| Église Saint-Martin de Fléchin         | Fléchin                |                                                            | 50° 33′ 35″ nord, 2° 17′ 34″ est | « PA00108278 » | Inscrit               | 1926           | Église Saint-Martin de Fléchin         |
| Château de Flers                       | Flers                  |                                                            | 50° 18′ 55″ nord, 2° 14′ 45″ est | « PA00108279 » | Inscrit               | 2012           | Château de Flers                       |
| Église Saint-Éloi de Flers             | Flers                  |                                                            | 50° 18′ 56″ nord, 2° 14′ 50″ est | « PA00108280 » | Inscrit               | 1984           | Église Saint-Éloi de Flers             |
| Croix de Fortel-en-Artois              | Fortel-en-Artois       | V.C. 107 de Vacquerie-le-Boucq Chemin de Doullens à Hesdin | 50° 16′ 04″ nord, 2° 13′ 33″ est | « PA00108281 » | Inscrit               | 1988           | Image manquante Téléverser             |
| Château de Fouquières-lès-Béthune      | Fouquières-lès-Béthune | R.N. 41                                                    | 50° 30′ 51″ nord, 2° 36′ 47″ est | « PA00108282 » | Inscrit               | 1985           | Image manquante Téléverser             |
| Ferme de Fouquières-lès-Béthune        | Fouquières-lès-Béthune | R.N. 41                                                    | 50° 30′ 51″ nord, 2° 36′ 45″ est | « PA00108282 » | Inscrit               | 1985           | Ferme de Fouquières-lès-Béthune        |
| Château de Rosamel                     | Frencq                 |                                                            | 50° 33′ 01″ nord, 1° 41′ 46″ est | « PA00108283 » | Inscrit               | 1966           | Château de Rosamel                     |
| Château d'Olhain                       | Fresnicourt-le-Dolmen  | Le Château C.D. 57 de Souchez à Bruay-en-Artois            | 50° 25′ 27″ nord, 2° 35′ 00″ est | « PA00108454 » | Inscrit               | 1989           | Château d'Olhain                       |
| Site archéologique du Bois d'Olhain    | Fresnicourt-le-Dolmen  | Le Bois d'Olhain                                           | à géolocaliser                   | « PA62000169 » | Inscrit               | 2023           | Image manquante Téléverser             |
| Table des Fées                         | Fresnicourt-le-Dolmen  | Bise-Pierre                                                | 50° 25′ 00″ nord, 2° 36′ 25″ est | « PA00108284 » | Classé                | 1889           | Table des Fées                         |
| Château de Fressin                     | Fressin                | La Lombardie                                               | 50° 26′ 32″ nord, 2° 03′ 01″ est | « PA62000001 » | Inscrit               | 1996           | Château de Fressin                     |
| Église Saint-Martin de Fressin         | Fressin                |                                                            | 50° 26′ 48″ nord, 2° 03′ 18″ est | « PA00108285 » | Classé                | 1906           | Église Saint-Martin de Fressin         |
| Abbaye de Cercamps                     | Frévent                |                                                            | 50° 16′ 10″ nord, 2° 18′ 04″ est | « PA00108286 » | Inscrit Classé Classé | 1946 1947 2015 | Abbaye de Cercamps                     |
| Église Saint-Hilaire de Frévent        | Frévent                |                                                            | 50° 16′ 48″ nord, 2° 17′ 44″ est | « PA00108287 » | Classé                | 1982           | Église Saint-Hilaire de Frévent        |
| Église Sainte-Anne de Frévillers       | Frévillers             |                                                            | 50° 23′ 47″ nord, 2° 31′ 23″ est | « PA00108288 » | Inscrit               | 1948           | Église Sainte-Anne de Frévillers       |

### G
| Monument                                                                                           | Commune           | Adresse                 | Coordonnées                      | Notice         | Protection | Date | Illustration                                                                                       |
| -------------------------------------------------------------------------------------------------- | ----------------- | ----------------------- | -------------------------------- | -------------- | ---------- | ---- | -------------------------------------------------------------------------------------------------- |
| Manoir de Gennes                                                                                   | Gennes-Ivergny    |                         | 50° 15′ 45″ nord, 2° 02′ 40″ est | « PA00108289 » | Inscrit    | 1976 | Manoir de Gennes                                                                                   |
| Château de Givenchy-le-Noble                                                                       | Givenchy-le-Noble |                         | 50° 17′ 57″ nord, 2° 29′ 42″ est | « PA00108290 » | Inscrit    | 1976 | Image manquante Téléverser                                                                         |
| Église Saint-Pierre de Gonnehem                                                                    | Gonnehem          |                         | 50° 33′ 47″ nord, 2° 34′ 31″ est | « PA00108291 » | Inscrit    | 1929 | Église Saint-Pierre de Gonnehem                                                                    |
| Manoir Saint-Michel                                                                                | Gonnehem          | Rue Lenglet             | 50° 33′ 22″ nord, 2° 34′ 10″ est | « PA00135495 » | Inscrit    | 1995 | Image manquante Téléverser                                                                         |
| Chartreuse des Dames de Gosnay                                                                     | Gosnay            | Chemin de Labuissière   | 50° 30′ 32″ nord, 2° 34′ 42″ est | « PA00108292 » | Inscrit    | 1986 | Chartreuse des Dames de Gosnay                                                                     |
| Chartreuse des Hommes                                                                              | Gosnay            | Rue de Fourquières      | 50° 30′ 29″ nord, 2° 35′ 35″ est | « PA00108293 » | Inscrit    | 1986 | Chartreuse des Hommes                                                                              |
| Abbaye de Saint-André-aux-Bois                                                                     | Gouy-Saint-André  |                         | 50° 22′ 28″ nord, 1° 53′ 57″ est | « PA00108294 » | Inscrit    | 1970 | Abbaye de Saint-André-aux-Bois                                                                     |
| Château de Grand-Rullecourt                                                                        | Grand-Rullecourt  |                         | 50° 15′ 08″ nord, 2° 28′ 45″ est | « PA00108455 » | Inscrit    | 1989 | Château de Grand-Rullecourt                                                                        |
| Église Saint-Louis de Grenay                                                                       | Grenay            | Place Saint-Louis       | 50° 27′ 06″ nord, 2° 45′ 10″ est | « PA62000083 » | Inscrit    | 2009 | Église Saint-Louis de Grenay                                                                       |
| Société de secours mutuels des ouvriers et employés des mines de Béthune et maison du médecin-chef | Grenay            | 19-23 place Jean-Jaurès | 50° 27′ 04″ nord, 2° 44′ 07″ est | « PA62000114 » | Inscrit    | 2010 | Société de secours mutuels des ouvriers et employés des mines de Béthune et maison du médecin-chef |
| Église Saint-Martin de Groffliers                                                                  | Groffliers        |                         | 50° 22′ 57″ nord, 1° 37′ 20″ est | « PA00108295 » | Inscrit    | 1926 | Église Saint-Martin de Groffliers                                                                  |
| Église Saint-Nicolas de Guarbecque                                                                 | Guarbecque        |                         | 50° 36′ 36″ nord, 2° 29′ 19″ est | « PA00108296 » | Classé     | 1909 | Église Saint-Nicolas de Guarbecque                                                                 |
| Colonne Blanchard                                                                                  | Guînes            |                         | 50° 50′ 31″ nord, 1° 52′ 02″ est | « PA00108297 » | Inscrit    | 1972 | Colonne Blanchard                                                                                  |

### H
| Monument                                             | Commune                | Adresse                                   | Coordonnées                      | Notice         | Protection     | Date           | Illustration                                         |
| ---------------------------------------------------- | ---------------------- | ----------------------------------------- | -------------------------------- | -------------- | -------------- | -------------- | ---------------------------------------------------- |
| Château d'Habarcq                                    | Habarcq                |                                           | 50° 18′ 21″ nord, 2° 36′ 39″ est | « PA00108299 » | Inscrit        | 1948           | Château d'Habarcq                                    |
| Église Saint-Martin d'Habarcq                        | Habarcq                |                                           | 50° 18′ 21″ nord, 2° 36′ 40″ est | « PA00108298 » | Inscrit        | 1926           | Église Saint-Martin d'Habarcq                        |
| Fosse n° 6 des mines de Lens (fosse Alfred Descamps) | Haisnes                | 2 impasse de la Fosse                     | 50° 30′ 45″ nord, 2° 48′ 14″ est | « PA62000058 » | Inscrit        | 2004           | Fosse n° 6 des mines de Lens (fosse Alfred Descamps) |
| Gisement paléolithique d'Hallines                    | Hallines               | Rue Louis Le Sénéchal                     | 50° 42′ 41″ nord, 2° 12′ 33″ est | « PA00108300 » | Inscrit        | 1970           | Image manquante Téléverser                           |
| Église Saint-Sauveur d'Ham-en-Artois                 | Ham-en-Artois          |                                           | 50° 27′ 50″ nord, 1° 45′ 48″ est | « PA00108301 » | Classé         | 1913 1980      | Église Saint-Sauveur d'Ham-en-Artois                 |
| Colonne d'Hardinghen                                 | Hardinghen             |                                           | 50° 47′ 58″ nord, 1° 49′ 17″ est | « PA00108302 » | Inscrit        | 1988           | Image manquante Téléverser                           |
| Colonne d'Helfaut                                    | Helfaut                | Les Bruyères                              | 50° 42′ 17″ nord, 2° 14′ 56″ est | « PA00108303 » | Inscrit        | 1985           | Colonne d'Helfaut                                    |
| Église Saint-Martin d'Hénin-Beaumont                 | Hénin-Beaumont         | Place Carnot                              | 50° 25′ 16″ nord, 2° 56′ 54″ est | « PA62000002 » | Classé         | 2003           | Image manquante Téléverser                           |
| Château de Hénu                                      | Hénu                   |                                           | 50° 09′ 19″ nord, 2° 31′ 15″ est | « PA00108304 » | Classé         | 1977           | Château de Hénu                                      |
| Château d'Hermaville                                 | Hermaville             | 5 rue de l'Église                         | 50° 19′ 26″ nord, 2° 35′ 21″ est | « PA00125637 » | Inscrit        | 1993           | Château d'Hermaville                                 |
| Église Saint-Georges d'Hermaville                    | Hermaville             |                                           | 50° 19′ 25″ nord, 2° 35′ 16″ est | « PA00108305 » | Inscrit        | 1926           | Église Saint-Georges d'Hermaville                    |
| Château d'Hesdigneul-lès-Béthune                     | Hesdigneul-lès-Béthune | Place du Rietz                            | 50° 30′ 02″ nord, 2° 35′ 45″ est | « PA00108307 » | Inscrit        | 1987           | Image manquante Téléverser                           |
| Église Saint-Denis de Hesdigneul-lès-Béthune         | Hesdigneul-lès-Béthune |                                           | 50° 30′ 00″ nord, 2° 35′ 45″ est | « PA00108306 » | Classé         | 1913           | Église Saint-Denis de Hesdigneul-lès-Béthune         |
| Église Notre-Dame d'Hesdin                           | Hesdin                 |                                           | 50° 22′ 26″ nord, 2° 02′ 15″ est | « PA00108309 » | Classé Inscrit | 1947 1948      | Église Notre-Dame d'Hesdin                           |
| Hospice Saint-Jean                                   | Hesdin                 | 3 rue Prévost                             | 50° 22′ 26″ nord, 2° 02′ 07″ est | « PA00108310 » | Inscrit        | 1984           | Hospice Saint-Jean                                   |
| Hôtel                                                | Hesdin                 | 23 rue du Lion-d'Or                       | 50° 22′ 30″ nord, 2° 02′ 15″ est | « PA00108314 » | Inscrit        | 1948           | Hôtel                                                |
| Hôtel de Stougeat                                    | Hesdin                 | 10 rue des Nobles                         | 50° 22′ 29″ nord, 2° 02′ 13″ est | « PA00108311 » | Inscrit        | 1948           | Hôtel de Stougeat                                    |
| Hôtel de ville d’Hesdin                              | Hesdin                 | Place                                     | 50° 22′ 23″ nord, 2° 02′ 11″ est | « PA00108312 » | Inscrit        | 1926 1946 2022 | Hôtel de ville d’Hesdin                              |
| Maison                                               | Hesdin                 | 4 rue des Nobles                          | 50° 22′ 28″ nord, 2° 02′ 15″ est | « PA00108315 » | Inscrit        | 1948           | Maison                                               |
| Maison                                               | Hesdin                 | 6-8 rue des Nobles                        | 50° 22′ 28″ nord, 2° 02′ 14″ est | « PA00108316 » | Inscrit        | 1948           | Image manquante Téléverser                           |
| Maison                                               | Hesdin                 | Noble Rue 006-008                         | 50° 22′ 28″ nord, 2° 02′ 14″ est | « PA00108317 » | Inscrit        | 1948           | Image manquante Téléverser                           |
| Maison natale de l'abbé Prévost                      | Hesdin                 | 11 rue Daniel-Lereuil                     | 50° 22′ 24″ nord, 2° 02′ 16″ est | « PA00108313 » | Inscrit        | 1948           | Maison natale de l'abbé Prévost                      |
| Refuge de l'abbaye de Saint-André-aux-Bois           | Hesdin                 | Rue de la Paroisse Rue du Général-Tripier | 50° 22′ 30″ nord, 2° 02′ 18″ est | « PA00108308 » | Inscrit        | 1926           | Refuge de l'abbaye de Saint-André-aux-Bois           |
| Église Saint-Martin d'Heuchin                        | Heuchin                |                                           | 50° 28′ 47″ nord, 2° 16′ 30″ est | « PA00108318 » | Inscrit        | 1926           | Image manquante Téléverser                           |
| Église Saint-Omer et ancien presbytère               | Hocquinghen            |                                           | à géolocaliser                   | « PA62000149 » | Inscrit        | 2015           | Église Saint-Omer et ancien presbytère               |
| Puits Saint-Bertin                                   | Houlle                 | C.V. 2 dit de la Basse-Boulogne           | 50° 48′ 00″ nord, 2° 09′ 49″ est | « PA00108319 » | Inscrit        | 1984           | Image manquante Téléverser                           |
| Église Saint-Maclou d'Houvin                         | Houvin-Houvigneul      | Houvin                                    | 50° 17′ 51″ nord, 2° 23′ 16″ est | « PA00108320 » | Inscrit        | 1986           | Image manquante Téléverser                           |
| Église Saint-Leu d'Huby-Saint-Leu                    | Huby-Saint-Leu         |                                           | 50° 23′ 03″ nord, 2° 02′ 05″ est | « PA00108321 » | Inscrit        | 1930           | Église Saint-Leu d'Huby-Saint-Leu                    |
| Château d'Humerœuille                                | Humerœuille            | Rue de l'Église                           | 50° 24′ 10″ nord, 2° 12′ 48″ est | « PA62000144 » | Inscrit        | 2013           | Image manquante Téléverser                           |
| Château de Humières                                  | Humières               |                                           | 50° 23′ 08″ nord, 2° 12′ 20″ est | « PA00108322 » | Inscrit        | 1988           | Château de Humières                                  |